# Alberto Blanco (aktor)
Alberto Blanco, występujący także jako Killian Kenzzo i Marco (ur. 23 lutego 1989 w Terrassie) – hiszpański aktor filmów pornograficznych.

## Życiorys
Karierę w branży pornograficznej rozpoczął w 2011 od występów w filmach CumLouder Network i Putalocura. W 2014 podpisał kontrakt z północnoamerykańską firmą pornograficzną BangBros. W kolejnych latach brał udział w realizacjach wytwórni: Mamacitaz, LegalPorno, Evil Angel, MadLifes, Killergram Network, PornBox, Evil Angel, Naughty America, Dorcel, Vixen, Pulse Distribution, Tushy, Private, Kelly Madison Networks i Lets Doe It. 
W 2018 zdobył nominację do nagrody Ninfa dla najlepszego aktora roku za scenę w filmie VirtualRealPorn Lekcja gotowania (Cooking lesson, 2017) z Giną Gerson i Henessy, XBiz Europa Award dla wykonawcy roku i AVN Award dla zagranicznego wykonawcy roku. 
W 2020 zadebiutował jako reżyser Private Specials 279: Deeper is Better. W październiku 2023 w Los Angeles witryna dla dorosłych Fleshbot.com wybrała Alberto Blanco na swojego Mr. Fleshbot International. W 2024 był trzykrotnie nominowany do XBIZ Europa Award w kategorii najlepsza scena seksu — Glamcore: w produkcji Vixen Sultry Singer Nicole Seduces Her Longtime Crush (2023) z Nicole Kitt, Vixen Wagered Affairs (2023) z Eve Sweet, Agathą Vegą i Matthew Meierem oraz Tushy Naughty Catherine Gets Her DP Fantasy Fulfilled (2023) u boku Catherine Knight i Vince’a Kartera, a także jako wykonawca roku.

## Nagrody
| Rok  | Nagroda           | Kategoria                                               | Film                     | Inni wykonawcy              |
| ---- | ----------------- | ------------------------------------------------------- | ------------------------ | --------------------------- |
| 2015 | Ninfa             | Najlepszy debiutant                                     | –                        | –                           |
| 2019 | XBiz Europa Award | Najlepsza scena seksu — Glamcore                        | Club VXN Vacation (2019) | Jia Lissa i Liya Silver     |
| 2021 | XBiz Europa Award | Najlepsza scena seksu — Glamcore                        | Apres Ski (2021)         | Liya Silver                 |
| 2021 | AVN Award         | Najlepsza scena seksu grupowego nagrana za granicą      | Our Secret Place (2019)  | Naomi Swann i Talia Mint    |
| 2022 | AVN Award         | Międzynarodowy wykonawca roku                           | –                        | –                           |
| 2022 | AVN Award         | Najlepsza międzynarodowa scena seksu chłopak/dziewczyna | Vibes 3 (2021)           | Lexi Belle                  |
| 2023 | XBIZ Europa Award | Najlepsza scena seksu — Glamcore                        | 24 Hours (2023)          | Agatha Vega i Rae Lil Black |